# Astrea (ort)
Astrea är en ort i Colombia.   Den ligger i departementet Cesar, i den norra delen av landet, 500 km norr om huvudstaden Bogotá. Astrea ligger 87 meter över havet och antalet invånare är 8 995.
Terrängen runt Astrea är platt. Runt Astrea är det ganska glesbefolkat, med 36 invånare per kvadratkilometer. Det finns inga andra samhällen i närheten. Omgivningarna runt Astrea är huvudsakligen savann.